# 勞勃·戴維
勞勃·戴維（英語：Robert Davi，1953年6月16日—），美國演員、導演、作家和歌手。代表作為1989年007電影《殺人執照》。

## 電影作品
- 《七寶奇謀》（The Goonies，1985年）
- 《魔鬼殺陣》（Raw Deal，1986年）
- 《魔鬼暴警》（Maniac Cop，1988年）
- 《終極警探》（Die Hard，1988年）
- 《殺人執照》（License to Kill，1989年）
- 《粉紅豹之子》（Son of the Pink Panther，1993年）
- 《小姐好辣》（The Hot Chick，2002年）
- 《公爵》（The Dukes，2007年，首次執導）
- 《死亡遊戲》（Game of Death，2010年）
- 《沼澤狂鯊》（Swamp Shark，2011年）
- 《急凍殺手》（The Iceman，2012年）
- 《浴血任務3》（The Expendables 3，2014年）

## 遊戲配音
- 《俠盜獵車手：罪惡城市》（Grand Theft Auto: Vice City，2002年）

## 外部連結
- Davi Sings Sinatra
- 勞勃·戴維在互联网电影资料库（IMDb）上的資料（英文）